# San Pedro de los Milagros
San Pedro de los Milagros ist eine Gemeinde (municipio) im Departamento Antioquia in Kolumbien.

## Geographie
San Pedro de los Milagros liegt in der Subregion Norte in Antioquia 44 km von Medellín entfernt auf einer Höhe von ungefähr 2475 m ü. NN und hat eine Durchschnittstemperatur von 14 bis 16 °C. An die Gemeinde grenzen im Norden Belmira und Entrerríos, im Osten Donmatías, im Süden Girardota, Copacabana und Bello und im Westen San Jerónimo.

## Bevölkerung
Die Gemeinde San Pedro de los Milagros hat 23.603 Einwohner, von denen 13.858 im städtischen Teil (cabecera municipal) der Gemeinde leben (Stand: 2022).

## Geschichte
Auf dem Gebiet der heutigen Gemeinde lebte bei Ankunft der Spanier das indigene Volk der Nutabes. Für die Spanier wurde die Region 1541 von Jorge Robledo erschlossen. Ab 1624 siedelten sich Goldsucher an. Die erste Kirchengemeinde der Region wurde 1659 gegründet. Ab 1757 begann San Pedro de los Milagros verwaltungstechnisch zu existieren. 1774 soll sich eine Christuserscheinung zugetragen haben.

## Tourismus
Ein wichtiges touristisches Ziel ist die Basilika Herr der Wunder (Señor de los Milagros). Außerdem können der Stausee Represa Riogrande II, der Themenpark La Vía Láctea zum Thema Milchproduktion sowie die Hochebene Los Llanos de Ovejas besichtigt werden.

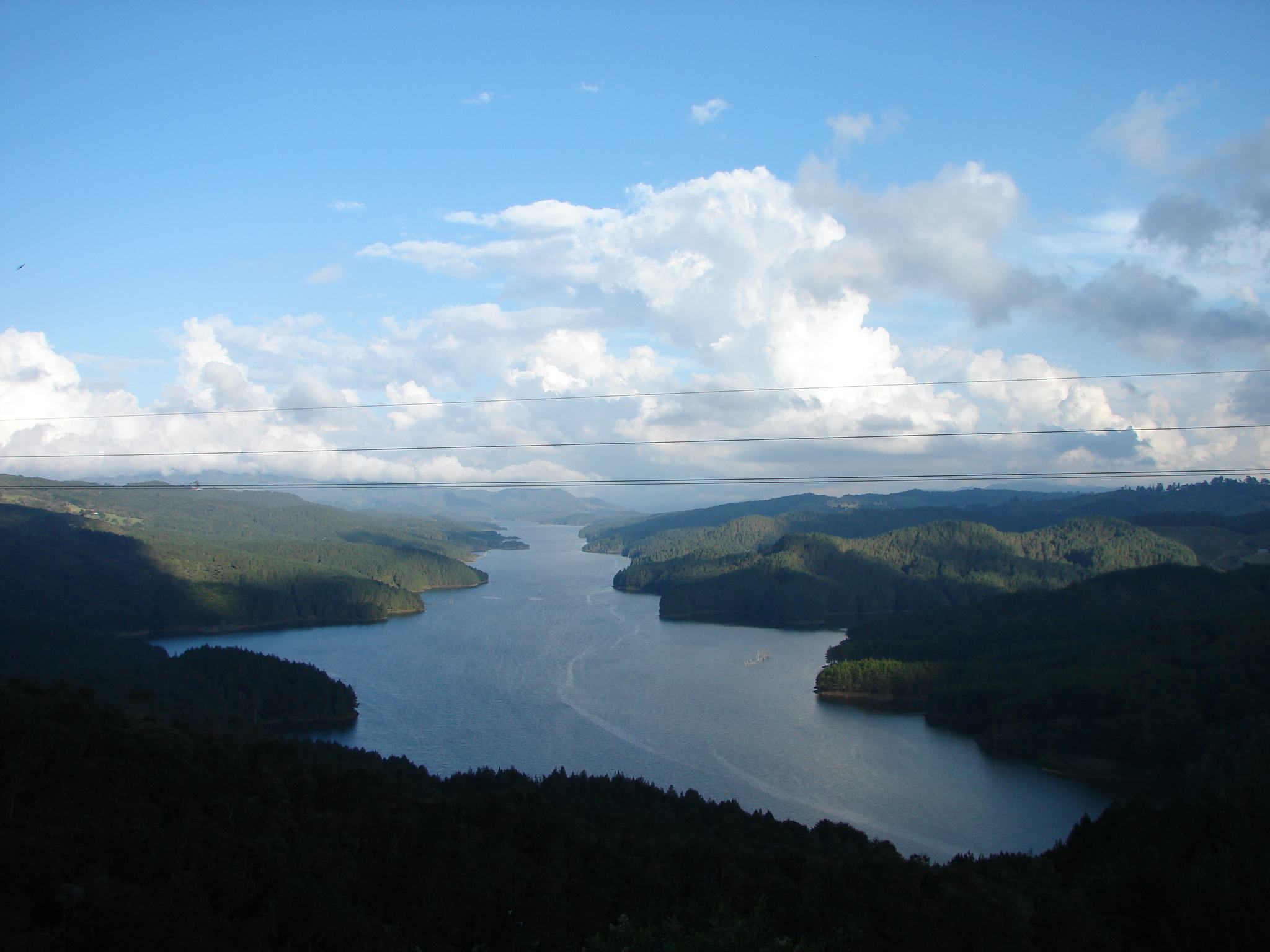
Stausee Riogrande II
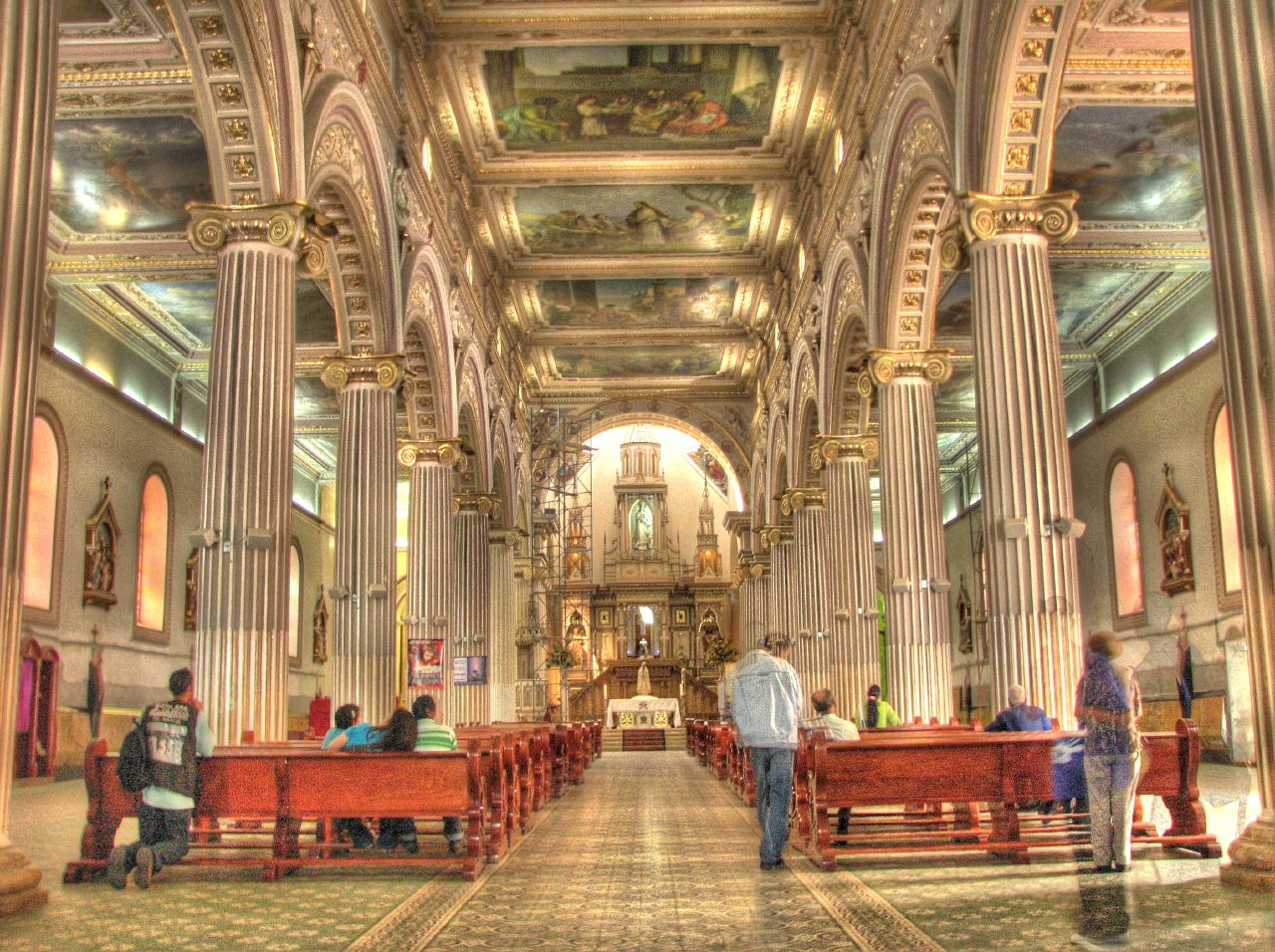
Basilika von innen

## Söhne und Töchter der Stadt
- Óscar Augusto Múnera Ochoa (* 1982), katholischer Geistlicher und Apostolischer Vikar von Tierradentro (2015–)